# Elezioni parlamentari in Moldavia del 2005
Le elezioni parlamentari in Moldavia del 2005 si tennero il 6 marzo per il rinnovo del Parlamento.
L'affluenza alle urne fu del 63,7%.
Il Partito dei Comunisti della Repubblica di Moldavia conquistò 56 seggi sui 101 totali, più dei 51 seggi necessari per formare un governo, ma meno dei 61 voti richiesti per eleggere un Presidente. Il Presidente Vladimir Voronin fu pertanto eletto con il sostegno del Partito Popolare Cristiano-Democratico, del Partito Democratico e di quello Social-Liberale.

## Risultati
| Liste                                                      | Voti      | %     | Seggi |
| ---------------------------------------------------------- | --------- | ----- | ----- |
| Partito dei Comunisti della Repubblica di Moldavia         | 716.336   | 45,98 | 56    |
| Blocco Elettorale Moldavia Democratica (AMN - PDM - PSL)   | 444.377   | 28,53 | 34    |
| Partito Popolare Cristiano Democratico                     | 141.341   | 9,07  | 11    |
| Blocco Elettorale Madrepatria (PSRM - PSM)                 | 77.490    | 4,97  | -     |
| Partito Socialdemocratico della Moldavia                   | 45.551    | 2,92  | -     |
| Movimento Social-Politico "Uguaglianza"                    | 44.129    | 2,83  | -     |
| Partito della Giustizia Socio-Economica della Moldavia     | 25.870    | 1,66  | -     |
| Partito Cristiano Democratico dei Contadini della Moldavia | 21.365    | 1,37  | -     |
| Unione del Lavoro "Madrepatria"                            | 14.399    | 0,92  | -     |
| Unione Centrista di Moldavia                               | 11.702    | 0,75  | -     |
| Partito Repubblicano                                       | 592       | 0,04  | -     |
| Indipendenti                                               | 14.676    | 0,94  | -     |
| Totale                                                     | 1.557.828 |       | 101   |